# Justeringskommissionen
Justeringskommissionen var en kommission som inrättades i Finland 1886 för att förbereda och övervaka tillämpningen av det metriska mått- och viktsystemet. Den bestod av överdirektören för lantmäteristyrelsen samt en justeringsinspektör. För särskilda frågor var en konsultativ ledamot med rösträtt anställd. Inspektören hade till sitt biträde en assistent.